# Народна библиотека у Будви
Јавна установа Народна библиотека Будве у Будви је народна (јавна) и матична библиотека која има дугу традицију обављања библиотечко-информационе делатности дугу више од 150 година. Као година њеног настанка се узима 1864. година. 

## Организациона структура
Јавна установа Народна библиотека Будве је смештена је згради "Академије знања", а у њен састав улази и подручно одељење, Библиотека "Стефан Митров Љубиша", која се налази у Спомен-дому "Црвена комуна" у Петровцу.

## Историјат
Као почеци библиотечке делатности на подручју општине Будва не могу се везати искључиво за настанак првих читаоница, пошто су одређене функције библиотечке делатности постојале и много раније и вршиле су их манастирске библиотеке. Током XVIII и XIX века када су се дешавале крупне друштвене промене на светској сцени утицале су и на прилике у Црној Гори. Не може се са сигурношћу утврдити када је почео организован рад читаоница на подручју Будве. Међу 25 преплатника „Српског далматинског магазина" за 1864. годину, који је излазио у Задру, налазила се и Читаоица будванска. Под именом Српска читаоница радила је крајем XIX века и била смештена на првом спрату куће Тома Лукетића.
Године 1900. у Будви је упоредо са радом Српске читаонице формирано Хрватско друштво "Слога" које је имало читаоницу са мањом библиотеком. Постојала је добра сарадња "Слоге" и Српске читаонице, а оба друштва су имала улогу у формирању соколских друштава по угледу на „чешку браћу". У Будви су тада формирана два друштва у оквирима рада читаоница: "Хрватски соко" формиран је 1910. године, а 1912. године и "Српски соко", чији је рад насилно прекинут одлуком аустријских власти 1914. године, након избијања рата.
Након Првог светског рата настављен је рад Читаонице и друштва "Соко" под називом "Друштво читаоница - Будва", али услед тешких материјалних прилика, рад Читаонице није био нарочито активан. Из сачуване архивске грађе "Друштва читаоница", као и архиве "Соколског друштва", налазе се подаци о томе да је "Друштво читаоница" оформљено 1926. године. Друштва су на Скупштини добровољно одлучила да се споје. Тако формирана Читаоница је имала своје просторије, библиотеку и била је претплаћена на неколико листова. На исти начин као што се "Друштво читаоница - Будва" спојило са "Соколским друштвом" 1926. године, тако се спојило Хрватско друштво "Слога" са "Соколским друштвом", те је Хрватска читаоница престала да ради као посебна друштвена организација, а њена делатност је уклопљена у јединствено Соколско друштво Будва.
Током Другог светског рата прекинут је рад будванске читаонице. Након ослобођења, 1946. године, отворена је Библиотека са читаоницом која је све до 1960. године радила као самостална установа, а тада је припојена Народном универзитету. За време спајања културних установа, у састав Народног универзитета као организационе јединице ушли су: Биоскоп у Будви, Биоскоп у Петровцу, Библиотека са читаоницом у Будви, Библиотека са читаоницом у Петровцу, Археолошки музеј у Будви. Библиотека је тада имала око 3.000 књига и прибављала 26 листова и часописа, док је читаоница имала 22 седишта.
Библиотека је све до 1967. године радила у склопу Народног универзитета. Од 2. новембра 1967. године, када је донесено решење СО Будва о оснивању "Центра за културно-умјетничку дјелатност", Библиотека наставља рад у саставу Центра до 10. јула 1972, када је основан Културни центар у Будви у оквиру којег ради и Библиотека. Културни центар је 26. децембра 1978. преименован у Културно-информативни центар.
Децембра 1991. године донесено је решење о формирању ЈУ "Музеји, галерија и библиотека", а почетком 1992. године дониета су акта Установе у склопу које ради и Библиотека. Током наредних година мењани су само називи институција у оквиру којих је функционисала и Библиотека. Библиотека се селила неколико пута, а 2010. године сели се у новоизграђену зграду "Академије знања" и још увек као подстанар.
Коа самостална установа Библиотека ради од 2014. године и од тада носи назив ЈУ Народна библиотека Будве.

## Одељења
Комплетна књижевност у Библиотеци је смештена у делу за издавање ван библиотечког простора, док су реферални, стручни фонд, као и фонд завичајне збирке смештени у читаоничком простору ван којег се не може користити.
Библиотека у свом саставу има:
- Одељење за обраду библиотечко-информативне грађе
- Опште одељење
- Дечје одељење
- Одељење за завичајну збирку
- Одељење иностране збирке
- Одељење за културно-образовне програме и подстивцање читања, односе са медијима и издавачку делатност
- Служба за опште и административно-рачуноводствене послове

## Подручна Библиотека "Стефан Митров Љубиша"
Прва читаоница у Паштровићима, данашњем Петровцу, формирана је 1890. године у Кастел Ластви, под називом "Српска читаоница". Друштво "Српска читаоница" које је покренуло читаоницу, 1906. је подигло властиту зграду која је срушена у земљотресу 1979. године. Године 1911. у оквиру Читаонице основано је прво Спортско-соколско друштво. У току Првог светског рата прекинут је рад Читаонице, а настављен је у 1919. години. У јануару 1919. године административном поделом паштровске општине на петровачку и светостефанску, Читаоница у Петровцу наставља рад самостално. Након Другог светског рата Библиотека са читаоницом је успешно радила; 1965. године имала је 2.500 књига и читаоницу са 26 седишта, добијала 11 листова и часописа и била отворена за кориснике четири сата дневно. Библиотека данас ради у просторијама Црвене комуне. Својим корисницима нуди близу 20.000 књига за децу и одрасле.

## Манифестације и програми
Библиотека организује многе промоције, изложбе, литерарне конкурсе/радионице, итд.

## Награде
Поводом обележавања 140 година рада и трајања, Библиотека је 2004. године добила Новембарску награду - најзначајније општинско признање.